# El gallo de oro (serie de televisión)
El gallo de oro es una serie de televisión por internet mexicano de drama de época producida por W Studios para TelevisaUnivision en el 2023. La serie está basada en la novela homónima de 1980 escrita por Juan Rulfo, siendo adaptada por Lina Uribe y Darío Vanegas. Se lanzó a través de Vix el 20 de octubre de 2023.
Está protagonizada por José Ron, Lucero y Plutarco Haza, junto a un reparto coral.
El 26 de diciembre de 2023, la serie fue renovada para una segunda temporada, la cual fue estrenada el 12 de enero de 2024.

## Trama
Ambientado en un México de los años 1940, Dionisio Pinzón (José Ron) es un tímido pregonero aficionado a las peleas de gallos que por azares del destino su vida cambia al encontrarse con Bernarda Cutiño (Lucero), conocida como «La Caponera», una mujer sensual e impulsiva que se gana la vida recorriendo los pueblos de México cantando en las ferias de pueblo.
El encuentro entre Dionisio y Bernarda cambia la vida de ambos para siempre.

## Reparto
Una lista del reparto confirmado se publicó el 26 de septiembre de 2023, a través de la página web de sala de prensa de TelevisaUnivision.

### Principales
- Lucero como Bernarda Cutiño «La Caponera»
  - Amy Nicole interpretó a Bernarda de niña
- José Ron como Dionisio Pinzón
  - Mariano Ramos interpretó a Dionisio de niño
- Plutarco Haza como Lorenzo Benavides
- Alejandro Ávila como Secundino
- Luis Felipe Tovar como Don Bartolomé
- Adriana Williams como Justina
- Anilú Pardo como Eduviges
- Axel Alcántara
- Pablo Abitia
- Santiago Colores como Remigio
- María Aura como Lucha Padilla
- Alberto Estrella como Don Lucas
- Roberta de la Portilla

### Recurrentes e invitados especiales
- Stephano Morales como Candelario
- Roberto Leyva como Agustín
- José Antonio Casillas como Pedro
- Juanjo Ramosanz como Jesús
- Alejandro Márquez como Torcuato
- Jesús Benavente como Samuel
- Luis Romano como Juvencio
- Salvador Amaya como Claudio
- Fernando Banda como Aurelio
- Mayra Torres como Tomasa
- Santiago Franklin como Miguel
- Chantall Frías como Engracia

## Episodios
| Temporada | Temporada | Episodios | Episodios | Lanzamiento original  | Lanzamiento original  |
| --------- | --------- | --------- | --------- | --------------------- | --------------------- |
|           | 1         | 10        | 10        | 20 de octubre de 2023 | 20 de octubre de 2023 |
|           | 2         | 10        | 10        | 12 de enero de 2024   | 12 de enero de 2024   |

### Primera temporada (2023)
| N.º en serie | N.º en temp. | Título                 | Fecha de lanzamiento original |
| --- | ------------ | ---------------------- | ----------------------------- |
| 1 | 1            | «Bronca y mal portada» | 20 de octubre de 2023         |
| La Caponera llega a cantar a la feria de San Marcos. Ahí, conocerá a Dionisio Pinzón, un pobre pregonero que se enamora de ella. Mientras tanto, la suerte parece estar del lado del hacendado Lorenzo Benavides, que encontrará a quien buscaba. |              |                        |                               |
| 2 | 2            | «La conquista»         | 20 de octubre de 2023         |
| La Caponera no se deslumbra ante el hombre que la salvó. Sin embargo, presionado por las deudas, Lorenzo Benavides se propone conquistarla para averiguar si de verdad la suerte la acompaña.                                                     |              |                        |                               |
| 3 | 3            | «Las fotos»            | 20 de octubre de 2023         |
| Tras el descubrimiento de tres fotografías, Dionisio comienza a atar cabos sobre el pasado de su familia. Mientras tanto, la Caponera conoce la Hacienda Benavides.                                                                               |              |                        |                               |
| 4 | 4            | «Los zapatos»          | 20 de octubre de 2023         |
| Con el apoyo de su nuevo aliado, Secundino, el destino de Dionisio cambiará al probar suerte con El Dorado. La Caponera se sorprende al ver la transformación del pregonero, mientras Benavides está convencido de que su compañía lo beneficia.  |              |                        |                               |
| 5 | 5            | «Los gallos»           | 20 de octubre de 2023         |
| La victoria del gallo Dorado llena de seguridad a Dionisio mientras Benavides resiente esta transformación y la atención que éste recibe de la Caponera. A la vez, recibe información importante con la que podrá retener a Bernarda.             |              |                        |                               |
| 6 | 6            | «La cruda»             | 20 de octubre de 2023         |
| Los celos se empiezan a apoderar de Benavides, quien al comprobar que La Caponera lo ayudará a salir de sus problemas, no quiere que nadie la mire. Buscará desquitarse de todos los hombres que se acerquen a Bernarda, incluido Dionisio.       |              |                        |                               |
| 7 | 7            | «El anillo»            | 20 de octubre de 2023         |
| Seguro de que Bernarda no podrá irse de su lado, Benavides ejecuta su plan. La Caponera acompaña a Dionisio en la pena por la pérdida del Dorado, su compañía le sirve de consuelo.                                                               |              |                        |                               |
| 8 | 8            | «Virginia»             | 20 de octubre de 2023         |
| La suerte de la Caponera parece abandonar a Benavides, quien tomará medidas extremas ante su fracaso revelando a Bernarda sus verdaderas intenciones. Dionisio encuentra pruebas contundentes contra Lorenzo en la Hacienda Benavides.            |              |                        |                               |
| 9 | 9            | «La Daga»              | 20 de octubre de 2023         |
| Mientras Lorenzo es anfitrión de una partida de Naipes en la Hacienda Benavides, Dionisio descubre que la Hacienda le pertenecía a su padre. Todo se sale de control cuando la Caponera se pasa de copas.                                         |              |                        |                               |
| 10 | 10           | «El Rey de Oros»       | 20 de octubre de 2023         |
| Sin la Caponera, la suerte de Lorenzo se esfuma. Mientras tanto, Dionisio y la Caponera se escapan de los hombres de Benavides. El mundo se derrumba para unos mientras el amor parece florecer para otros.                                       |              |                        |                               |

### Segunda temporada (2024)
| N.º en serie | N.º en temp. | Título              | Fecha de lanzamiento original |
| ------------ | ------------ | ------------------- | ----------------------------- |
| 11           | 1            | «Desaparecida»      | 12 de enero de 2024           |
| 12           | 2            | «El Féretro»        | 12 de enero de 2024           |
| 13           | 3            | «La Pinzona»        | 12 de enero de 2024           |
| 14           | 4            | «La botella»        | 12 de enero de 2024           |
| 15           | 5            | «La gira»           | 12 de enero de 2024           |
| 16           | 6            | «El castigo divino» | 12 de enero de 2024           |
| 17           | 7            | «Encierro»          | 12 de enero de 2024           |
| 18           | 8            | «Familia»           | 12 de enero de 2024           |
| 19           | 9            | «La voz»            | 12 de enero de 2024           |
| 20           | 10           | «Así es la vida»    | 12 de enero de 2024           |

## Producción
El 14 de febrero de 2023 se anunció que la serie había comenzado la producción y rodaje, confirmándose en los roles estelares Lucero (en su regreso a la televisión), José Ron y Plutarco Haza. El rodaje de la serie finalizó en el mes de junio de 2023.